# Europa (lanciatore)

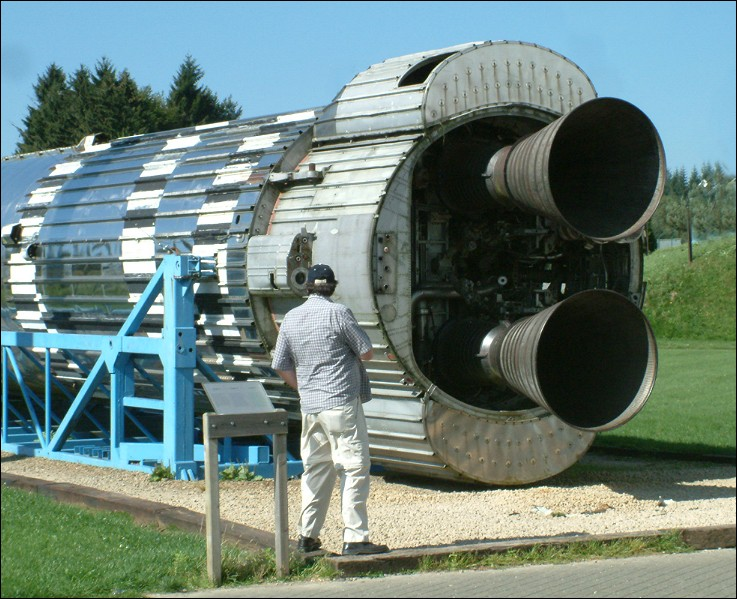
Rolls-RoyceRZ-12

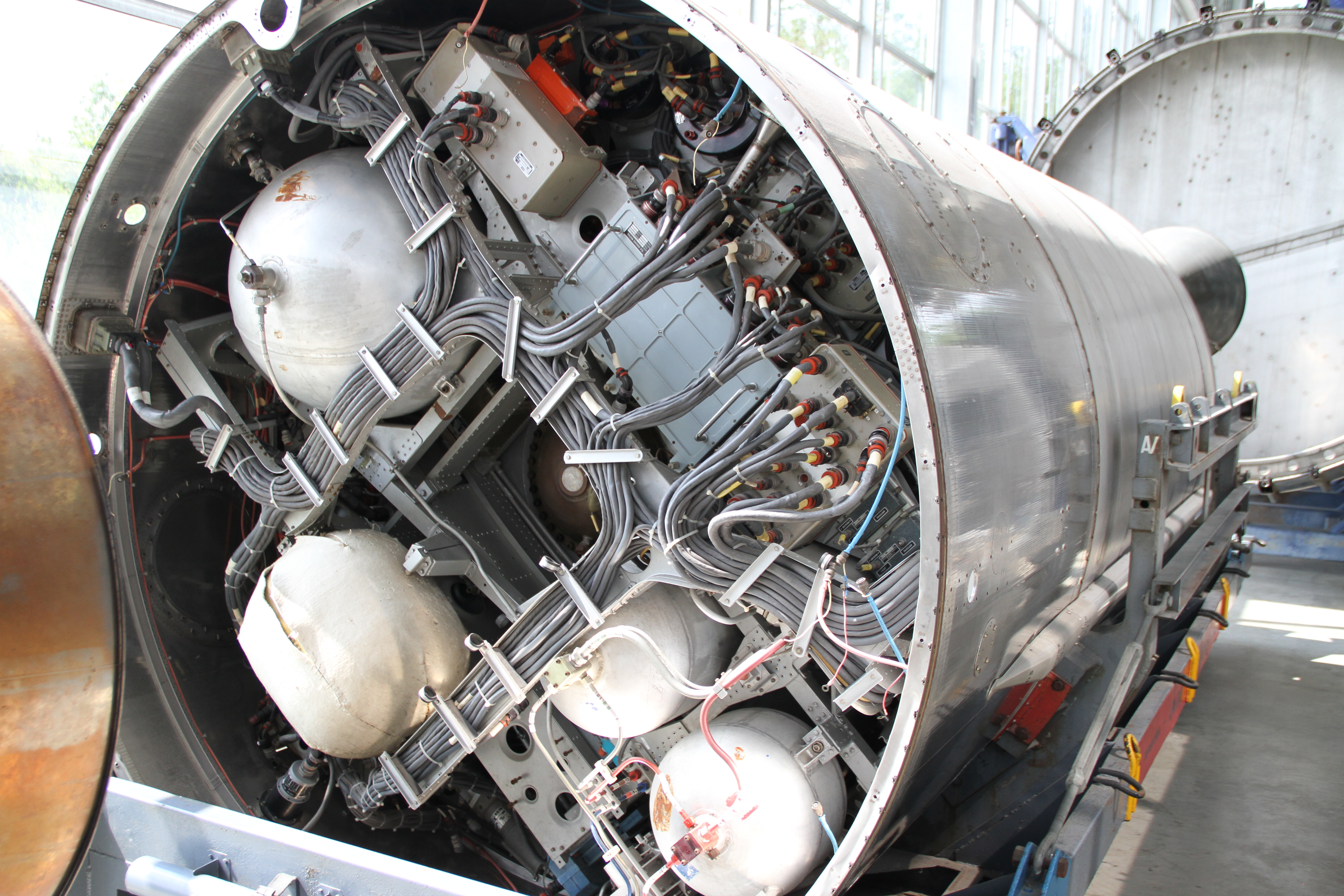
Coralie

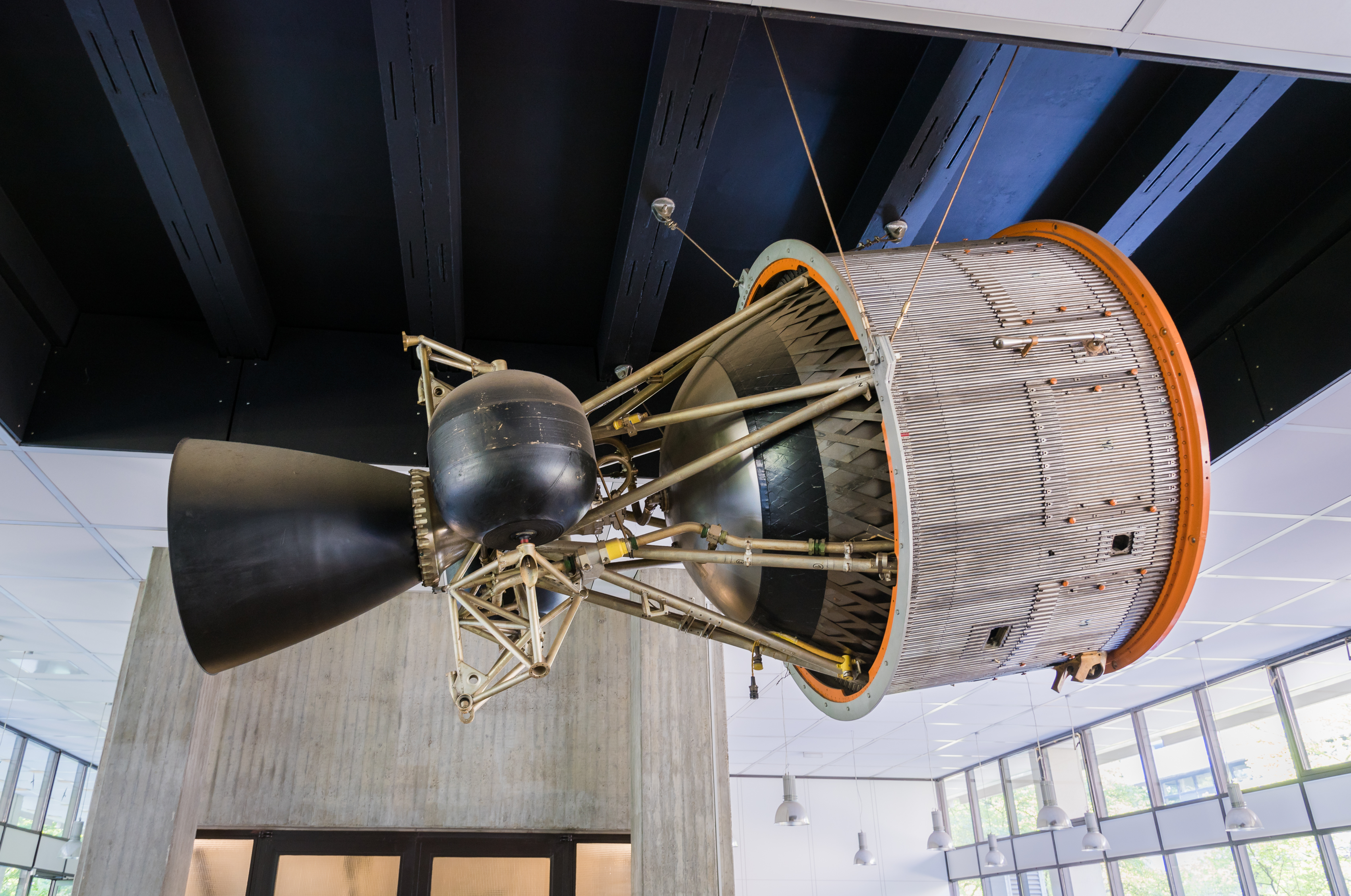
Astris

Il lanciatore Europa della European Launcher Development Organisation (ELDO), fu il precursore della famiglia di vettori Ariane dell'ESA. Il programma venne iniziato dal Regno Unito e il primo lancio avvenne nell'agosto del 1967, ma fallì a causa di un difetto del terzo stadio.
La creazione delle parti del razzo venne affidata a diverse nazioni: la Gran Bretagna fu responsabile del primo stadio (derivato dal missile Blue Streak), la Francia del secondo (chiamato Coralie) mentre la Germania avrebbe realizzato il terzo stadio (chiamato Astris). L'Italia ha invece realizzato la telemetria di bordo e relativa stazione di terra e avrebbe realizzato lo scudo termico e la carenatura di carico utile per il satellite, i Paesi Bassi la misurazione della telemetria e il Belgio i sistemi di guida.
Il programma Europa venne diviso in tre progetti distinti: Europa 1, Europa 2 ed Europa 3 (che tuttavia non vide mai la luce). Nessuno degli otto lanci di vettori completi ebbe mai successo. Il vettore Blue Streak funzionato comunque sempre alla perfezione, sia in solitaria che in combinata con i vettori francesi e tedeschi, fatto che lo rende, insieme al Saturn V, l'unico modello di vettore ad aver raggiunto un'affidabilità del 100% nella messa in orbita.
Fu proprio la differente maturità tecnologica dei vari stadi del razzo a spazientire i britannici, che decretarono implicitamente la cancellazione del programma ritirando nel 1968 i propri finanziamenti al progetto.